# 川端基夫
川端基夫（かわばた もとお、1956年- ）は、日本の商業学者、関西学院大学名誉教授。

## 略歴
大阪市立大学卒、同大学院修了（経済地理学専攻）、博士（経済学）。専門は国際流通論、アジア市場論、フランチャイズ論。日本学術会議連携会員（第22期－23期）

## 著書

### 単著
- 『アジア市場幻想論 －市場のフィルター構造とは何か－』新評論 1999
- 『小売業の海外進出と戦略 －国際立地の理論と実態－』新評論 2000（日本商業学会賞・奨励賞）
- 『アジア市場のコンテキスト 東南アジア編 －グローバリゼーションの現場から－ 』新評論 2005
- 『アジア市場のコンテキスト 東アジア編 －受容のしくみと地域暗黙知－ 』新評論 2006
- 『立地ウォーズ －企業・地域の成長戦略と「場所のチカラ」－』新評論 2008（人文地理学会賞）
- 『日本企業の国際フランチャイジング －新興市場戦略としての可能性と課題－』新評論 2010（日本商業学会賞・優秀賞）
- 『アジア市場を拓く －小売国際化の100年と市場グローバル化－』新評論 2011（第24回アジア太平洋賞・特別賞）
- 『改訂版 立地ウォーズ －企業・地域の成長戦略と「場所のチカラ」－』新評論 2013
- 『外食国際化のダイナミズム －新しい「越境のかたち」－』新評論 2016（日本フードサービス学会賞）
- 『消費大陸アジア －巨大市場を読みとく－』ちくま新書 2017
- 『日本の法人フランチャイジー ー消費経済の知られざる担い手ー』新評論 2021（日本商業学会賞・優秀賞、第46回中小企業研究奨励賞・本賞）

### 編著・共編著
- 『情報化と地域商業』単編著 千倉書房 龍谷大学社会科学研究所叢書 1997
- 『大競争時代の「モノづくり」拠点 －工業団地のサバイバル戦略－』共編著（宮永昌男と） 新評論 龍谷大学社会科学研究所叢書 1998